# Eskilstuna IK

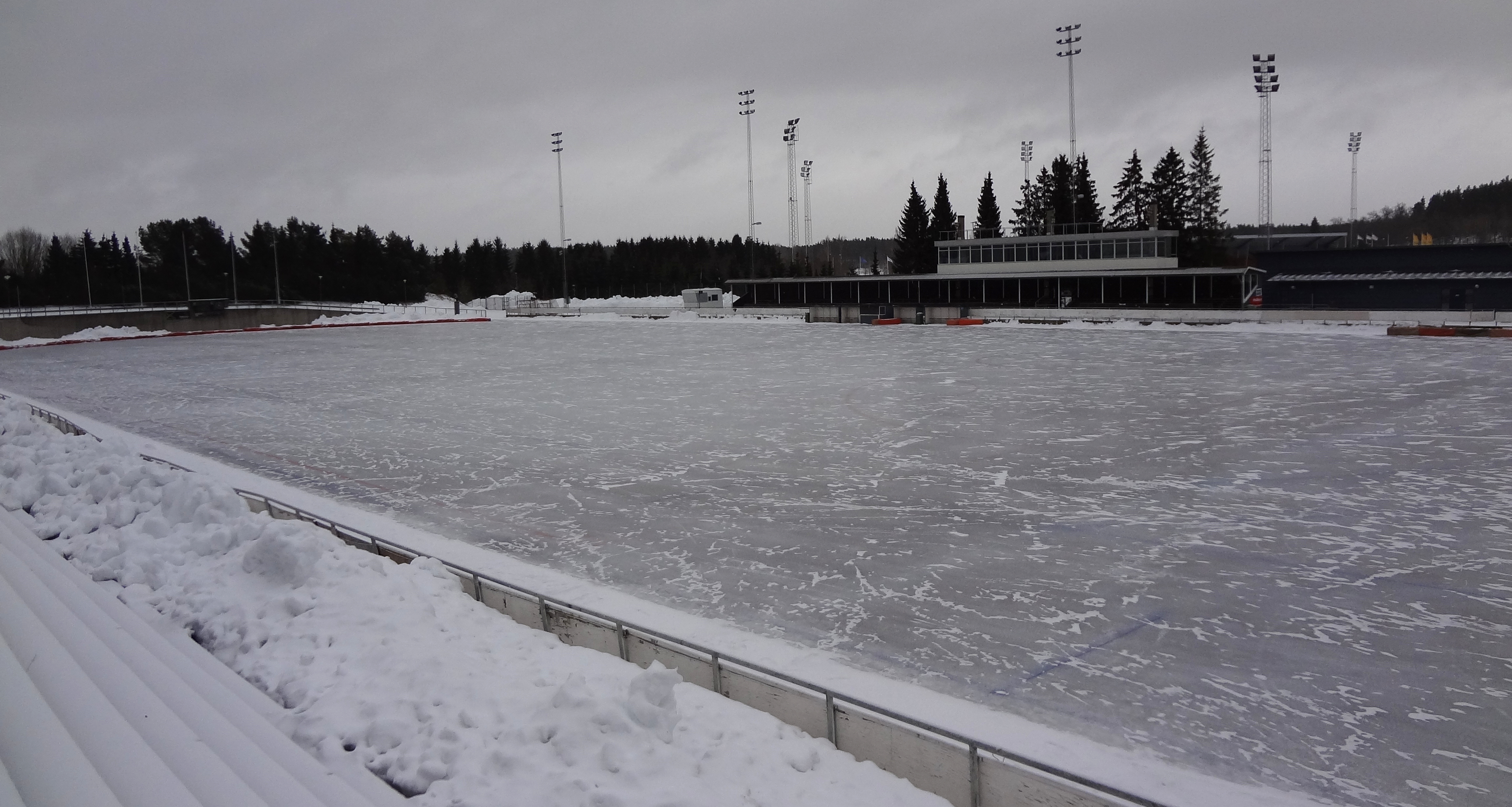
Eskilstuna Isstadion där föreningens skridskosektion håller till.

Eskilstuna Idrottsklubb är grundad 1905. Föreningen har sektioner för skridsko, konståkning, cykel/triathlon och friidrott. Klubbens just nu största profil är konståkaren Ondrej Spiegl som tog silvermedaljen i konståknings-SM 2012 i Växjö. Den mest kända medlemmen genom tiderna är OS- och VM-guldmedaljören i skridsko, Tomas Gustafson och Gunnar Ström.